# Жан-Пиер Жьоне
Жан-Пиер Жьоне (на френски: Jean-Pierre Jeunet) е френски филмов режисьор, продуцент и сценарист. Филмите му смесват елементи на фентъзи, реализъм и научна фантастика, създавайки идеализирана реалност или придавайки значимост на досадните ситуации. Той е бивш аниматор, а филмите му са белязани от странен хумор и сюрреалистични визуализации.
Дебютирайки като режисьор с черната комедия от 1991 г. Delicatessen заедно с Марк Каро, Жьоне продължава да си сътрудничи с него и в Градът на изгубените деца от 1995 г. Работата му в областта на научната фантастика и ужасите води до това, че Жьоне става четвъртият режисьор на поредицата Пришълецът с Пришълецът: Завръщането (1997), което е първият и единственият му опит с американски филм. През 2001 г. постига най-големият си успех с излизането по кината на Невероятната съдба на Амели Пулен, получавайки международно признание от много критици.
Счита за един от най-влиятелните режисьори в съвременното френско кино, неговият комерсиален успех му спечелва две номинации за Оскар.

## Филмография
| Година | Филм                                 | Режисьор | Сценарист | Продуцент |
| ------ | ------------------------------------ | -------- | --------- | --------- |
| 1989   | Foutaises                            | Да       | Да        | Не        |
| 1991   | Delicatessen                         | Да       | Да        | Не        |
| 1995   | The City of Lost Children            | Да       | Да        | Не        |
| 1997   | Alien Resurrection                   | Да       | Не        | Не        |
| 2001   | Amélie                               | Да       | Да        | Не        |
| 2004   | A Very Long Engagement               | Да       | Да        | Да        |
| 2009   | Micmacs                              | Да       | Да        | Да        |
| 2013   | The Young and Prodigious T.S. Spivet | Да       | Да        | Да        |
| 2021   | Bigbug                               | Да       | Да        | Да        |